# Eriachaenium magellanicum
Eriachaenium magellanicum Sch.Bip., 1855 è una pianta della famiglia delle Asteraceae. È l'unica specie di piante angiosperme dicotiledoni del genere Eriachaenium.

## Etimologia
Il nome del genere deriva da due parole, una greca: "erion" (= lana) e l'altra dalla lingua latina: "achaenium," (= un tipo di frutto) e fa riferimento ai frutti villosi di questa specie.

## Descrizione
Le specie di questa voce sono piante perenni con portamenti erbacei nani con robusti rizomi (obliqui o verticali e compressi lateralmente). I fusti sono prima prostrati, poi ascendenti verso l'alto.
Le foglie lungo il caule normalmente sono a disposizione alternata e sono sessili. La forma delle lamine è intera e semplice con contorno più o meno oblanceolato. I bordi sono interi o ondulato-dentati. La superficie è glabra di sopra e tomentosa di sotto. Le venature sono pennate.
Le infiorescenze, monocefale, sono composte da capolini ascellari solitari. I capolini, eterogami, peduncolati e disciformi sono formati da un involucro a forma cilindrica, spiraleggiante, campanulata o emisferica composto da brattee (o squame) all'interno delle quali un ricettacolo fa da base ai fiori di due tipi (più o meno): tubulosi e ligulati. Le brattee, simili a foglie, disposte su una serie (involucro uniseriato) in modo embricato sono di vario tipo e consistenza. Il ricettacolo è nudo (senza pagliette).
I fiori sia quelli tubulosi che ligulati sono tetra-ciclici (ossia sono presenti 4 verticilli: calice – corolla – androceo – gineceo) e pentameri (ogni verticillo ha 5 elementi). I fiori sono ermafroditi, actinomorfi o zigomorfi e fertili. I fiori del raggio (quelli periferici) sono femminili, fertili (con staminoidi) e disposti in modo uniseriale, con corolla quadrilabiata (con un imbuto profondo). I fiori del disco (quelli centrali), sono ermafroditi (o funzionalmente maschili e privi di achenio; l'ovario è rudimentale), con corolle a 5 profondi lobi (corolla actinomorfa).
- Formula fiorale:

*/x K {\displaystyle \infty }, [C (5), A (5)], G 2 (infero), achenio
- Calice: i sepali del calice sono ridotti ad una coroncina di squame.
- Corolla: la corolla è formata da un tubo terminante in modo bilabiato (fiori radiati periferici ligulati) o con 5 lobi (fiori tubulosi centrali del disco). I colori sono vari.
- Androceo: gli stami sono 5 con filamenti liberi, glabri o papillosi e distinti, mentre le antere sono saldate in un manicotto (o tubo) circondante lo stilo. Le antere in genere hanno una forma sagittata con base caudata (arrotondata o acuta). Il polline normalmente è tricolporato a forma sferica o ellittica (può essere microechinato).
- Gineceo: lo stilo è filiforme; gli stigmi dello stilo sono due divergenti, corti e glabri con un ciuffo di peli apicali. L'ovario è infero uniloculare formato da 2 carpelli. L'ovulo è unico e anatropo.

I frutti sono degli acheni dimorfici (quelli marginali sono vistosamente più grandi di quelli interni) con pappo. La forma dell'achenio in genere è obovoidale (troncato all'apice). Il pericarpo può essere di tipo parenchimatico, altrimenti è indurito (lignificato) radialmente; la superficie è ricoperta da lunghi peli irsuti filiformi. Il carpopodium è assente, oppure ha delle forme anulari. I pappi sono assenti.

## Biologia
- Impollinazione: l'impollinazione avviene tramite insetti (impollinazione entomogama tramite farfalle diurne e notturne).
- Riproduzione: la fecondazione avviene fondamentalmente tramite l'impollinazione dei fiori (vedi sopra).
- Dispersione: i semi (gli acheni) cadendo a terra sono successivamente dispersi soprattutto da insetti tipo formiche (disseminazione mirmecoria). In questo tipo di piante avviene anche un altro tipo di dispersione: zoocoria. Infatti gli uncini delle brattee dell'involucro si agganciano ai peli degli animali di passaggio disperdendo così anche su lunghe distanze i semi della pianta.

## Distribuzione
Questa specie si trova unicamente in Argentina (Patagonia) e nel Cile del sud. Habitat: cresce nel fango, nella sabbia e tra i ciottoli lungo i margini dei laghi interni alquanto salini o vicino alla costa negli estuari.

## Tassonomia
La famiglia di appartenenza di questa voce (Asteraceae o Compositae, nomen conservandum) probabilmente originaria del Sud America, è la più numerosa del mondo vegetale, comprende oltre 23.000 specie distribuite su 1.535 generi, oppure 22.750 specie e 1.530 generi secondo altre fonti (una delle checklist più aggiornata elenca fino a 1.679 generi). La famiglia attualmente (2021) è divisa in 16 sottofamiglie.

### Filogenesi
La sottofamiglia Mutisioideae della tribù Mutisieae, nell'ambito delle Asteraceae occupa una posizione "basale" (si è evoluta precocemente rispetto al resto della famiglia) ed è molto vicina alla sottofamiglia Stifftioideae. La tribù Mutisieae con la tribù Nassauvieae formano due "gruppi fratelli" ed entrambe rappresentano il "core" della sottofamiglia.
Il genere Eriachaenium appartiene alla tribù Mutisieae (sottotribù Adenocaulinae), raggruppamento che la classificazione tradizionale collocava all'interno della sottofamiglia Cichorioideae e che la moderna classificazione filogenetica ha ricollocato, ridisegnandone i confini, all'interno della sottofamiglia Mutisioideae. Da un punto di vista filogenetico il genere di questa voce è vicino al genere Adenocaulon (i due generi sono "taxa fratelli").
I due generi si distinguono per i seguenti caratteri:
- Adenocaulon: le piante di questo genere sono delle erbe con portamento eretto scapiforme; le foglie sono di tipo rosulato con lamine da ellittiche a deltoidi; le infiorescenze sono lassamente racemose o corimbose; la superficie degli acheni è ricoperta da peli ghiandolari.
- Eriachaenium: le piante di questo genere sono delle erbe con portamento da prostrato ad eretto; le foglie sono di tipo alternato con lamine oblanceolate; le infiorescenze sono formate da capolini solitari; la superficie degli acheni è irsuta, ricoperta da lunghi peli filiformi.

Il numero cromosomico della specie di questa voce è: 2n = 36.